# Roncoferraro
Roncoferraro is een gemeente in de Italiaanse provincie Mantua (regio Lombardije) en telt 6867 inwoners (31-12-2004). De oppervlakte bedraagt 63,4 km², de bevolkingsdichtheid is 106 inwoners per km².

## Demografie
Roncoferraro telt ongeveer 2490 huishoudens. Het aantal inwoners daalde in de periode 1991-2001 met 2,9% volgens cijfers uit de tienjaarlijkse volkstellingen van ISTAT.
| Jaar | Inwoneraantal |
| ---- | ------------- |
| 1991 | 6800          |
| 2001 | 6604          |

## Geografie
Roncoferraro grenst aan de volgende gemeenten: Bagnolo San Vito, Bigarello, Castel d'Ario, Mantua, San Giorgio di Mantova, Sustinente, Villimpenta.